# Hyakusen
Hyakusen (彭城百川), né le 11 décembre 1697 - mort le 2 octobre 1752,  de son vrai nom Sakaki Shin-En, surnom Hyakusen, noms d'artiste Hōshū et Assendō, est un peintre japonais du XVIIIe siècle, originaire de Nagoya.

## Biographie
Hyakusen est un peintre (lettré de l'école nanga (peinture du sud). Avec Gion Nankai (1676-1751) et Ki-en Yanagisawa, il compte parmi les plus grands artiste du Nanga de la première partie du XVIIIe siècle. Fils de droguiste, aux ancêtres vraisemblablement chinois il n'est pas considéré comme un lettré confucéen contrairement aux deux artistes précités. Il commence par apprendre et par pratiquer les styles Tosa et Kanō, deux traditions orthodoxes de l'époque, puis l'étude de la peinture chinoise de la fin de la dynastie Ming (1368-1644) l'amène peu à peu au nanga. Il est d'ailleurs par la suite le compilateur d'un ouvrage biographique sur des artistes chinois des époques Yuan et Ming : le Gen-min Gajinkō, publié en 1751.

## Influence et styles
Bon poète de haïku (poèmes japonais en dix-sept syllabes) c'est l'un des pionniers du haiga (peinture de haiku) ce qui influence beaucoup Buson le grand maître du nanga. Ses styles sont si divers,qu'il est difficile de suivre une évolution dans son œuvre mais on peut considérer que sa contribution au nanga est double : d'une part il sait saisir certaines qualités de la peinture chinoise qui échappent à Ki-en et à Gion, telles que la sensibilité, la diversité des traits de pinceau, la graduation nuancée des tons, la composition complexe mais claire. Il sait par ailleurs, assimiler ces éléments variés et les fondre dans la tradition picturale japonaise selon un processus que Ike no Taiga et Buson portent par la suite à son point de perfection. Les paysages et les peintures de fleurs et d'oiseaux de Hyakusen sont les premiers pas du Nanga vers son indépendance.

## Musées
- Une partie de son œuvre est conservée au musée national de Tokyo.